# Mart Ogen
Mart Ogen (pravo ime Miro Boštjančič), slovenski pesnik in prevajalec, * 15. september 1939, Ljubljana, † 1. september 1998, Ljubljana, Slovenija.

## Življenjepis
Študiral je nemščino, italijanščino in dramaturgijo. Diplomiral je na germanistiki na Filozofski fakulteti v Ljubljani. Študijsko je potoval v ZDA in na Japonsko. Pisal je filmske kritike, prevajal je in dolgo je bil urednik pri Prešernovi družbi. Bival je nekaj časa v ZDA, Angliji in na Japonskem. V svobodnem poklicu je prevajal moderne ameriške, angleške in japonske pesnike in pisatelje. 

## Pesmi in zbirke
Njegove pesmi razodevajo vpliv beatništva; pisane so v prostem verzu, brez ritmične in metrične podstave, večkrat popartistično. Uveljavil se je z miselno, kritično in ljubezensko poezijo, v kateri je zaznati tudi sledove njegovih popotovanj po omenjenih državah. Osem pesmi iz njegove zadnje zbirke Na morju in v gozdu, izšla je leta 1979, je interpretiral Brane Grubar, oddaja pa je bila prvič na sporedu na TV v Literarnem nokturnu, 30.9. 1998.

## Publikacije
- Dediščina, Cankarjeva založba, Ljubljana 1969;
- Podzemlje in druge pesmi, Državna založba Slovenije, Ljubljana 1971;
- Študije, Mladinska knjiga, Ljubljana 1971;
- Mala antologija japonske lirike, Mladinska knjiga, prevod, Ljubljana 1975;
- Na morju in v gozdu, Državna založba Slovenije, Ljubljana 1979 ;
- Antologija ameriške poezije 20 stoletja, Cankarjeva založba, Ljubljana 1985;
- Ostalo: Štirinajst (zbornik mladih avtorjev); napisal je besedilo za skladbo Rapsodija za Akademski pevski zbor Toneta Tomšiča Univerze v Ljubljani; Underground poems, Turret Brookc, 1968 na dražbi v Londonu.